# Электронная коммерция в России
Электронная коммерция в России — развивающийся сектор экономики, охватывающий продажу товаров и услуг через интернет. Первые интернет-магазины появились в стране в конце 1990-х, и с 1999 года сфера росла практически непрерывно до настоящего времени более чем на 20% в год (за исключением кризисных 2001 и 2008 годов). По итогам 2024 года ожидается рост на 36%.
На 2024 год российский рынок электронной коммерции входит в десятку крупнейших в мире, и, по оценкам, к 2024 году его объём достигнет 10,7 трлн рублей (рост +36% по сравнению с 2023 годом). Основными игроками рынка являются Wildberries (доля рынка 47%), Ozon (34,4%), Яндекс.Маркет (8,1%) и Мегамаркет (6,9%). В совокупности они обеспечили 5 миллиардов из 7,4 млрд (81% от общего объема) заказов в российской онлайн-торговле в 2024 году. Наибольшую популярность среди покупателей завоевали категории одежды и обуви (71%).
Развитие российского e-commerce ускоряют инновации в мобильных приложениях, системах искусственного интеллекта, а также высокий уровень проникновения интернета в России.

## Общая ситуация на российском рынке электронной коммерции
Электронная коммерция в России — растущий сектор экономики, охватывающий продажу товаров и услуг через интернет. Первые интернет-магазины появились в конце 90-х годов, в конце 90-х и начале 2000-х произошел бурный рост — в 1999 году прирост составил 98,99%, в 2000 году –  43,17%. Дальше до 2010-х годов средний темп прироста составлял 22,75% в год. Исключение — 2001 год, когда «перегрев» интернет-рынка привел к падению индекса NASDAQ на 214 пунктов. Финансовый кризис 2008 года ударил по магазинам, активно использовавшим заемные средства, но с начала 2010-х годов весь российский рынок e-commerce демонстрировал уверенный рост. По данным исследования аналитической компании Data Insight, в период 2011–2019 годов онлайн-торговля в РФ ежегодно росла на 28%. За эти 9 лет объём покупок интернет-товаров россиянами увеличился до 1,72 трлн руб. (с учётом НДС). Рынок электронной коммерции в России к 2023 году вошел в десятку крупнейших в мире. К 2024 году объем рынка достигнет 10,7 трлн рублей (рост до +36% в год). К 2027 году рынок превысит 18 трлн рублей, а проникновение онлайна в розничную торговлю  превысит 25%.
Крупнейшие компании в российском e-commerce:
- Wildberries. Крупнейший онлайн-ритейлер страны, занимающий 47% рынка[3]. Лидерство основано на широком ассортименте (более 80 млн товарных наименований), развитой сети ПВЗ, быстрой доставке, простом возврате товаров[8].
- Ozon. Ведущий мультикатегорийный маркетплейс. Преимущества — широкий выбор товаров (более 370 млн товарных наименований[9]), развитая логистика (более 3 млн квадратных метров складской  инфраструктуры, а также свыше 50 тысяч пунктов выдачи заказов в России и странах СНГ[10][11]), удобные способы доставки (курьерская доставка, ПВЗ, постаматы[12]), развитые финансовые сервисы (Ozon Банк, кредитные продукты и собственная банковская карта с встроенной программой лояльности[13]).
- Мегамаркет (бывший Goods.ru). Мультикатегорийный маркетплейс, с миллионами товаров в 20 основных категориях[14]. Обеспечивает доставку день-в-день или на следующий день за счёт широкой географии складов на базе ТРЦ «Мега» в 11 регионах страны и партнерства с онлайн-ритейлером «Самокат»[15]. В рамках маркетплейса действует программа лояльности «Спасибо».
- Яндекс Маркет. Ритейл-активы блока e-commerce «Яндекса» (Яндекс Маркет, Яндекс Лавка, доставка из торговых сетей Яндекс Еды и Маркет Деливери). Ассортимент — 80,2 млн товаров на ноябрь 2024 года[16], количество ПВЗ — 13 000[17].
- Lamoda. Крупнейший в России и СНГ ритейлер в сфере моды, красоты и лайфстайл, объединяющий в себе онлайн-платформу и розничную сеть. На онлайн-платформе представлено более 10 млн товаров от 4 000 мировых и локальных брендов[18]. Розничная сеть Lamoda Sport охватывает более 40 городов, включая Москву, Санкт-Петербург, Краснодар, Сочи, Самару, Екатеринбург, Пермь, Уфу и другие города[19].
- Авито. Классифайд (сервис объявлений) впервые вошел в топ-10 крупнейших онлайн-игроков в 2023 году с предполагаемым товарооборотом в 1,9 трлн рублей[20].

Лидерами онлайн-торговли остаются Wildberries и Ozon. По оценке аналитиков, оборот Wildberries по России (без учета услуг) в 2023 г. вырос на 80% до 2,5 трлн руб., а Ozon по России (без учета услуг) – на 108% до 1,64 трлн руб. Третье и четвертое места в 2023 г. заняли ритейл-активы, связанные с экосистемой «Сбера» с показателем в 671 млрд руб. и ритейл-активы блока e-commerce «Яндекса» («Яндекс.Маркет», «Яндекс.Лавка», доставка из торговых сетей «Яндекс.Еды» и «Маркет.Деливери») – с 503,4 млрд руб. На пятом месте – сеть электроники DNS с оборотом 229,3 млрд рублей.
С июля 2023 года по июнь 2024 года, 81% всех заказов (5 млрд из 7,4 млрд штук) пришлось на четыре крупных маркетплейса: Wildberries, Ozon, «Яндекс Маркет» и «Мегамаркет». Остальные 19% разделены между сегментами e-grocery (10%), e-pharma (4%) и прочими игроками (5%).
По данным на 2023 год, большую часть электронной коммерции в России занимают заказы внутри страны. Объём локального рынка вырос более чем на 28% и достиг 6,2 трлн рублей, а сегмент трансграничной торговли — на 11,3%, до 197 млрд рублей. В итоге доля трансграничной торговли в общем объёме рынка снизилась до 3% с 4% год назад. При этом около 30% российских онлайн-покупателей совершают покупки в зарубежных интернет-магазинах.
По итогам 2023 года наибольшие темпы роста у маркетплейсов показали продажи в категории FMCG (товары повседневного спроса).
На ноябрь 2024 года, доли рынка российских маркетплейсов: Wildberries — 47%, Ozon — 34,4%, «Яндекс Маркет» — 8,1%, «Мегамаркет» — 6,9%, «Сима-ленд» — 1,8%, другие маркетплейсы — 1,9%. Чаще всего россияне покупают на маркетплейсах одежду и обувь для взрослых (71%). Далее идут товары, необходимые в повседневной жизни: средства личной гигиены (61%), хозтовары и бытовая химия (55%). Половина онлайн-заказов россиян приходится на мелкую бытовую технику (51%) и продукты питания (50%). Текстиль для дома, интерьерные товары и посуда (46%) также востребованы на маркетплейсах, как и канцтовары, товары для хобби (42%). Покупки для детей (одежда, обувь, игрушки) совершают 39% россиян, а зоотовары выбирают 35% владельцев домашних животных.
Основные драйверы развития электронной коммерции: рост числа интернет-пользователей (в 2023 году более 82% жителей России пользовались интернетом), адаптация сайтов для просмотра со смартфонов, развитие мобильных версий интернет-магазинов, развитие маркетплейсов, развитие инструментов автоматизации (в частности, автоматизации коммуникации с пользователями), развитие CDP-платформ (решения, позволяющие хранить данные о клиентах в одном месте, анализировать и использовать их для персонализации взаимодействия), проникновение искусственного интеллекта в онлайн-продажи (взаимодействие с клиентами, аналитика продаж, рекомендации товаров), разнообразие платёжных опций и доставки (оплаты QR-кодом, оформление заказа онлайн, оплата в магазине, платежи в рассрочку и т.д.).

## Основные компании в сфере электронной коммерции в России и их вклад в её развитие

### Wildberries
Wildberries (с 2024 года — объединенная компания Wildberries & Russ) — крупнейший интернет-ритейлер в России, основанный в 2004 году. В 2023 году оборот составил более 2,5 триллиона рублей,  за первую половину 2023 года Wildberries обработала более 1,3 млрд заказов. На 2023 год доля Wildberries — 47% рынка российской электронной коммерции, ассортимент включает более 40 категорий товаров, от одежды и электроники до продуктов питания и цифровых товаров (Wildberries Цифровой) и услуг (Wildberries Travel).
На 2024 год у Wildberries почти 50 тысяч пунктов выдачи в 7,1 тысяче населенных пунктов по всем странам присутствия. Сеть пунктов выдачи — фирменные (собственные) ПВЗ и партнерские, открытые в сотрудничестве с локальным бизнесом. Доля регионов в общих продажах Wildberries по итогам девяти месяцев 2024 года — 87%, количество пунктов выдачи заказов за этот срок увеличилось практически на 50%. Также в 2024 году Wildberries с Почтой России открыли 250 ПВЗ в почтовых отделениях Центральной России, до конца 2025 года планируется открыть еще 10 000 пунктов. Стратегия платформы — расширение присутствия в том числе в отдаленных регионах страны.
На ноябрь 2024 года, количество товаров на складах Wildberries составляет более 500 млн единиц. У компании свыше 130 логистических объектов, общей площадью более 2,5 млн кв.м.
Wildberries использует алгоритмы для персонализации и анализа спроса, внедряет автоматические системы рекомендаций и управления запасами. Показатель посещений площадки в 2023 году — 343 млн в месяц.
Помимо России, маркетплейс полноценно работает в Армении, Беларуси, Грузии, Казахстане, Кыргызстане и Узбекистане, работает импорт из Китая. В октябре 2024 года были открыты первые ПВЗ в Тбилиси, где Wildberries работает с локальным партнером.
Объединенная компания Wildberries и Russ развивает складскую инфраструктуру за счет модернизации действующих объектов и строительства новых. Кроме этого в конце 2024 года компания приступила к проектированию 11 новых логистических комплексов. Новые объекты будут построены в Оренбурге, Перми, Красноярске, Челябинске, Смоленске, Уфе, Сургуте, Иваново, Москве и Московской области. Их общая площадь составит более 2,2 млн м2.

### Ozon
Ozon — одна из старейших интернет-компаний в России, основанная в 1998 году. С 2018 года компания активно развивает модель маркетплейса, открыв площадку для сторонних продавцов. По итогам 9 месяцев 2024 года оборот Ozon превысил 1,921 трлн рублей, выручка достигла 399 миллиардов рублей, а количество активных пользователей — 53,5 миллиона. С платформой сотрудничает более 550 тысяч активных продавцов.
В 2020 году Ozon провела первичное размещение (IPO) на NASDAQ — 33 млн ADS по цене $30 с привлечением $990 млн, обеспечивших развитие логистики и технологий. На 2024 год Ozon поддерживает сеть из более чем 50 000 пунктов выдачи заказов и предоставляет экспресс-доставку товаров через собственный сервис быстрой доставки продуктов питания, бакалеи, бытовой техники, электроники и товаров других категорий Ozon Fresh. Также Ozon инвестирует в технологии искусственного интеллекта и персонализации, управления рекомендациями, управления складскими запасами и анализа поведения клиентов.
Ozon активно работает в сегменте B2C и расширяет присутствие на международных рынках. На сентябрь 2024 года компания работает в Азербайджане, Армении, Беларуси, Грузии, Казахстане, Кыргызстане, России и Узбекистане, а также развивает трансграничное направление Ozon Global в Китае и Турции, с помощью которого привлекает продавцов к продажам через маркетплейс.
Компания развивает рекламную платформу, которой пользуются как продавцы маркетплейса, так и внешние рекламодатели. По итогам 9 месяцев 2024 года компания заработала на рекламе 87 млрд рублей выручки.
С 2021 года, после покупки «Оней Банка», Ozon развивает финтех-направление: Ozon Банк, страхование, факторинг, кредитные продукты и другие решения. На конец сентября 2024 года количество активных пользователей финансовых сервисов составляет почти 27 млн клиентов, а выручка направления за 9 месяцев 2024 года превысила 57 млрд рублей.

### Мегамаркет
Мегамаркет основан в 2017 году как Goods.ru. С 2021 года принадлежит Сбербанку, сначала как «Сбермегамаркет», а с 2023 года — Мегамаркет. На момент создания платформа предоставляла 50 тысяч товаров в 7 категориях. В 2023 году ассортимент онлайн-площадки достиг 66,3 млн товаров в 20 основных категориях, от товаров повседневного спроса до товаров длительного пользования вплоть до автомобилей, а доставка распространилась более чем на 1000 городов России. Маркетплейс доставляет товары в более чем 76 тыс. ПВЗ и постаматов по всей стране.
Помимо создания самого канала продаж для предпринимателей электронной и розничной торговли маркетплейс предоставляет инфраструктуру: интернет-витрину с трафиком в 47 млн уникальных пользователей ежемесячно, логистическую инфраструктуру на базе 14 распределительных складов с фулфилментом, а также маркетинг, расчетно-кассовое обслуживание и клиентский сервис.
Совместно с компанией «Самокат» в октябре 2022 года была запущена услуга доставки и возврата «по клику» — подходящие под габариты товары можно получить или вернуть в срок от 15 минут без посещения ПВЗ, вызвав курьера от партнера. На 2023 год доставка по клику работала в 116 городах России.
По итогу 2023 года оборот площадки увеличился в 5 раз к результатам прошлого года и достиг 312 млрд рублей. Основными категориями товаров на площадке являются электроника, бытовая техника, товары для дома, одежда и обувь, а также продукты и товары повседневного спроса.

### Купер
Купер — один из крупнейших российских сервисов по доставке из магазинов и ресторанов, основанный в 2013 году как Instamart.
В 2019 году Instamart получил название «СберМаркет» и заработал во всех городах-миллионниках. С июля 2020 года "Купер" развивает партнерство с ритейлерами Non-Food. В 2021 году Сбермаркет стал лидером рынка e-grocery в России.
В 2021 году «СберМаркет» и Metro открыли первый совместный даркстор в Москве и запустили экспресс-доставку заказов из гипермаркетов торговой сети. За 2021 год «СберМаркет» увеличил торговый оборот (GMV) втрое — до 58,6 млрд рублей.
В 2022 году оборот вырос в 1,7 раза по год к году — до 103,5 млрд рублей. Число доставок выросло в 1,6 раз – до 37,3 млн заказов. В конце 2022 года сервис начал развивать новое направление бизнеса — доставку из ресторанов.
В 2023 году оборот «СберМаркета» составил 165,6 млрд руб. (рост в 1,6 раза к 2022 году). Сервис представлен более чем в 360 населенных пунктах. «СберМаркет» доставил в 2023 г. 65,9 млн заказов (рост в 1,8 раза по сравнению с 2022 году), количество активных клиентов выросло в 1,6 раза. С 2023 года Купер развивает услугу доставки для сторонних компаний (delivery as a service) и модель, при которой сборку и доставку полностью осуществляет поставщик — delivery by seller (DBS).
1 июля 2024 года сервис объявил о ребрендинге: представил новое название – «Купер», логотип, представил ребрендинг сайта, приложения и материалов клиентских коммуникаций, анонсировал обновление формы курьеров и сборщиков, брендирования автомобилей и зон в гипермаркетах.
По данным INFOLine, за 9 месяцев 2024 года оборот «Купера» вырос на 49,5% до 52,7 млрд руб. с учетом промокодов и бонусов. Рост выручки в 2024 году, по данным Data Insight, превысил 70% при средних показателях по рынку в 50%.
В 2024 году в сервисе представлено более 7,2 млн позиций, среди партнёров — 100 продуктовых сетей, порядка 1,3 тысяч магазинов непродовольственных товаров, 25 аптечных сетей и более 35 тысяч ресторанов. Компания сотрудничает с такими крупными сетями, как «Ашан», «Метро», «Магнит», «Азбука Вкуса», «Реми».

### Яндекс.Маркет
Яндекс Маркет — одна из крупнейших российских онлайн-платформ, объединяющая функции маркетплейса и сервиса сравнения цен. Проект был запущен компанией Яндекс в 2000 году как агрегатор предложений различных интернет-магазинов. В 2018 году, после слияния с «Беру», Яндекс.Маркет преобразовался в полноценный маркетплейс, где пользователи могут не только сравнивать, но и напрямую приобретать товары.
По итогам 2023 года, объем онлайн-продаж Яндекс.Маркета составил 370,6 млрд рублей, а товарооборот сервисов электронной коммерции Яндекса достиг 503,4 млрд руб. Ассортимент в четвертом квартале 2023 года — 57,1 млн товарных наименований, самая быстрорастущая категория — одежда, количество активных продавцов на «Маркете» выросло до 78,1 тыс, количество активных пользователей — 18,5 млн.
Службу доставки «Яндекс.Доставка» компания запустила еще в 2015 году, с развитием Яндекс.Маркета сеть пунктов выдачи заказов и собственных складов расширилась. К 2024 году количество ПВЗ достигло 13 000, а обычных и транзитных складов — 14. В 2020 году Яндекс.Маркет запустил сервис подписки на бесплатную доставку и скидки «Яндекс.Плюс», в рамках которой доступны скидки и более выгодные условия доставки на платформе.
Как и другие продукты Яндекса, Маркет активно использует алгоритмы ИИ и машинного обучения для персонализации рекомендаций, управления запасами и анализа предпочтений пользователей.
Яндекс.Маркет сосредоточил усилия на российском рынке.

### Lamoda
Lamoda — крупная российская онлайн-платформа для продажи одежды, обуви и аксессуаров, основанная в 2011 году. В 2023 году чистый оборот Lamoda составил 132,5 млрд рублей, а среднемесячная аудитория онлайн-платформы достигла 14 млн человек. Lamoda для продажи оригинальной продукции и для соответствия товаров требованиям оригинальности и подлинности работает с брендами напрямую или с авторизованными поставщиками в разных регионах.
Служба доставки LM Express доставляет заказы в более 1 000 крупных населенных пунктов РФ, в 220 городах доступна доставка на следующий день. В первом полугодии 2024 году собственных ПВЗ Lamoda — 900, партнёрских, за счёт которых Lamoda расширяет географию присутствия — более 60 000.
В декабре 2023 года Lamoda начала омниканальные продажи с помощью собственных розничных магазинов спортивных товаров под брендом Lamoda Sport. К середине 2024 года открыто 100 точек более чем в 40 российских городов. Основа ассортимента — спорттовары мировых брендов, например, adidas, PUMA, Reebok, в том числе эксклюзивные модели.
С 2020 года компания инвестирует в технологии искусственного интеллекта для персонализации покупок. Так, чтобы покупателю было проще делать выбор и сразу собирать гардероб, в 2023 году была внедрена функция «С чем носить», которая предлагает клиенту полный образ.
Lamoda работает на рынках Казахстана, Беларуси, увеличивая присутствие за пределами России.

### AliExpress
AliExpress — принадлежащая китайской компании Alibaba Group международная торговая платформа, которая начала работать с 2010 года, став одной из самых популярных площадок электронной коммерции. В 2012 году платформу русифицировали и начали закупать рекламу в интернете, а официальная деятельность AliExpress в России началась 15 мая 2015 года. В 2023 году выручка AliExpress в России составила 10,5 млрд рублей, сократившись на 36% по сравнению с 2022 годом. Компания объяснила снижение сокращением локального бизнеса и доли собственных продаж маркетплейса.
Платформа предлагает российским пользователям доступ к китайским, международным  и локальным производителям и продавцам. Общий ассортимент AliExpress на 2021 год являлся самым большим на рынке (211,1 млн товаров) в различных категориях — от электроники и одежды до товаров для дома и автомобилей. При этом по локальному сегменту количество SPU российских продавцов увеличилось на 184% за год и составило 16,4 млн SPU.
AliExpress внедряет локальные инициативы, включая создание инфраструктуры для обработки и доставки заказов. С 2020 года компания сотрудничает с логистическими партнерами, такими как Почта России и СДЭК.
В 2021 году компания открыла собственный фулфилмент в Чехове. AliExpress развивает сотрудничество с различными службами доставки и структурами, предоставляющими постаматы и пункты выдачи заказов — DPD, КСЭ, Сберлогистика, PickPoint и другие. Общее количество пунктов выдачи заказов на 2021 год оценивалось в 16 500 точек. В рамках локализации платформы были внедрены российские методы оплаты, добавлены программы поддержки и обучения продавцов.
В 2021 году «AliExpress Россия» входила в десятку самых дорогих компаний Рунета по версии Forbes с оценкой в $1,1 млрд, в 2023 году — заняла уже 14 место с оценкой в $0,54 млрд. В 2022 году оборот снизился на 40%. Выручка компании в России по итогам 2023 года составила 10,45 млрд рублей, на 36,1% меньше, чем в 2022 году. Чистая прибыль за 2023 год у основного юрлица — 10 млрд рублей чистой прибыли (в 2022 году — убыток 11,7 млрд рублей). По сравнению с 2022 годом в 2023 аудитория AliExpress сократилась почти на четверть (с 46,3 млн до 35,4 млн). Компания уступает лидерам российского e-commerce во внутрироссийских продажах (в 2021 году доля AliExpress составляла менее 3% от всего российского рынка e-grocery, у Wildberries и Ozon — 20% и 11% соответственно), но сохраняет позиции в кроссбордерном направлении.

## Правовое регулирование электронной коммерции в России
Правовое регулирование электронной коммерции в России базируется на ряде законодательных актов, которые устанавливают правила и требования к деятельности интернет-магазинов и платформ.
Ключевыми нормативными актами в сфере электронной торговли являются:
- Закон «О защите прав потребителей» — регулирует права покупателей в онлайн-магазинах, включая возврат и обмен товаров, обязательства продавцов по предоставлению достоверной информации.
- Закон «О персональных данных» — регулирует порядок обработки и хранения данных пользователей, что важно для платформ, которые собирают данные о покупках и предпочтениях.
- Налоговое законодательство — предусматривает обязательное оформление чеков и передачу данных в налоговые органы через онлайн-кассы. В 2021 году было введено обязательное требование для маркетплейсов передавать в налоговые органы данные о покупках в рамках закона о прослеживаемости товаров[104].

Относительно регулирования маркетплейсов с 2022 года обсуждаются различные проекты закона о регулировании их деятельности.
В сентябре 2023 года группа депутатов внесла в Госдуму законопроект о регулировании работы маркетплейсов. Авторы документа предложили запретить площадкам в одностороннем порядке блокировать личные кабинеты продавцов и владельцев пунктов выдачи заказов и менять условия договоров чаще раза в год. Также предполагалось, что маркетплейсам с оборотом более 150 млрд рублей запретят продавать собственные товары, если аналогичные уже представлены на площадке. Ещё маркетплейсы хотели обязать возвращать или обменивать товары в соответствии с законом о защите прав потребителей.
В марте 2024 года внесли второй, более объёмный законопроект. Он предполагает регулирование отношений между собственниками агрегаторов информации о товарах (маркетплейсов), продавцами и владельцами пунктов выдачи заказов посредством отдельного федерального закона. В случае принятия закон вступит в силу 1 марта 2025 года.
По информации на 29 ноября 2024 года, заинтересованные ведомства находятся на финальном этапе согласования законопроекта о платформенной экономике, документ планируют внести в Госдуму до конца 2024 года.
Правовое регулирование направлено на защиту прав потребителей и повышение прозрачности операций. Согласно «Правилам продажи товаров дистанционным способом», утвержденных постановлением Правительства РФ от 27.09.2007 № 612, существует ряд требований для онлайн-ритейлеров, защищающих покупателей. Среди них, например, возможность покупателя отказаться от неиспользованного товара в течение 7 дней с момента получения. В момент доставки заказа покупатель должен получить информацию в письменном виде о порядке и сроках её возврата, и если покупатель не получил эту информацию, он вправе вернуть товар надлежащего качестве (кроме лекарств) или бракованный товар в течение трёх месяцев с момента приобретения.
Однако некоторые эксперты отмечают необходимость более четких правил для маркетплейсов, которые контролируют значительную долю рынка и могут оказывать влияние на малый и средний бизнес, размещенный на платформе.
Кроме того, отсутствие норм, разработанных с учетом специфики электронной коммерции, может приводить к тому, что действующее российское законодательство не только не обеспечивает должный уровень правовой защиты предпринимательской деятельности в интернете, но и само по себе может нередко становиться инструментом недобросовестной конкурентной борьбы.
Пример:
Пункт 1 статьи 1483 Гражданского Кодекса РФ запрещает регистрацию средств индивидуализации, содержащих исключительно географические названия или общеупотребительные слова (широко распространенные наименования предметов, явлений, качеств или действий), но в нем нет упоминания доменных зон. Поэтому с их помощью можно обойти ограничения, как поступило ООО «Альянс». Компания зарегистрировала товарный знак «ufarabota.ru» и, став обладатель прав на слова "ufa" и "rabota" в доменных именах инициировала и выиграла споры в отношении адресов проектов «rabota-ufa.ru», «ufa.rabotavgorode.ru» и «rabota-ufa.info, которые не были зарегистрированы владельцами как товарные знаки. В результате ООО «Альянс» фактически монополизировало использование в адресах сайтов ключевых для данной сферы деятельности слов, обеспечивая сайту компании более выгодные позиции в результатах ответов поисковых систем.